# لينتا
لينتا هي بلدية في مقاطعة فرشيلي التابعة لإقليم بييمونتي الإيطالية، تقع على بعد حوالي 80 كيلومتر (50 ميل) إلى الشمال الشرقي من مدينة تورينو وحوالي 25 كيلومتر (16 ميل) إلى الشمال من فيرتشيلي. في 31 كانون الأول / ديسمبر 2004 كان عدد سكانها 968 نسمة، وتبلغ مساحتها 19.0 كيلومتر مربع (7.3 ميل2).
تقع لينتا على حدود البلديات التالية: كاربينانو سيشيا، جاتينارا، جيمي، جيسلارنغو، روفاسيندا.